# Kánia Antal
Kánia Antal (Győr, 1893. szeptember 6. – Szombathely, 1967. március 9.) magyar katona és olimpikon. Az 1928-as amszterdami olimpián díjugratásban indult. Csapatban Cseh Kálmánnal és Malanotti Lajossal a 13. helyen végeztek.

## Élete
1914. október 15-én a bécsújhelyi császári és királyi Mária Terézia Katonai Akadémián avatták hadnaggyá, majd a császári és királyi 6. Huszárezredhez helyezték. Az első világháborúban 43 hónapot töltött az arcvonalban és három hónapot a hadtáp-körzetekben. Kétszer sebesült meg, majd 1919 szeptember 1-jén főhadnaggyá léptették elő. 1920-tól a miskolci Huszárosztályban szakaszparancsnoki teendőket látott el. 1921 október 1. és 1922 között Nyíregyházán lovagoló- 1921-ben pedig géppuskás tanfolyamot végzett. 1922. május 1-jétől Nyíregyházán Árkászszázad parancsnok, előtte ugyanott a 4/2 Lovasszázad alantos tisztjeként szolgált. 1923. november 1-jén századossá léptették elő. 1923. október 1-jétől 1926. december 20-ig a Lovagoló- és Hajtótnanárképző Iskola I-II évfolyamának hallgatója volt. 1926. december 20-tól az 1. Vegyesdandár parancsnokság Lóügyi Osztályán szolgált, majd 1927. decembertől a Budapesten az I/I Lovasszázad alantos tiszti teendőit látta el. 1928 augusztusától a Hadiakadémia lovagolótanára.
1929. október 1. és 1930 június 15. között pedig az olaszországi Pinerolóban lovas tanárképző tanfolyam vezetője volt. 1931-ben tagja volt a Salzburgban Nemzetek Díját nyert magyar csapatnak. 1931. október 1. és 1932. február 28. között Budapesten törzstiszti tanfolyamot végzett. 1932. augusztus 1-jétől az I. Csendőrlovas Alosztály állományába tartozott. 1934-ben lovas törzstiszti tanfolyamot végzett. 1935. november 1-jén őrnaggyá, 1939. május 1-jén alezredessé, 1942. április 1-jén pedig ezredessé léptették elő. 1940. szeptember 1-től az alagi Honvéd Versenyistálló parancsnoki teendőit látta el. 1942. november 15-én az örkénytábori Lovagló- és Hajtótanárképző Iskola parancsnokává nevezték ki. 1945. március 29-től 1947. július 20-ig szovjet fogságban volt. A katonai szolgálatból 1947. október 8.-án bocsátották el.
1961-ben a Kőszegi Állami Erdőgazdaság erdészeti munkásaként dolgozott. 1967-ben hunyt el és Szombathelyen az Új köztemetőben nyugszik.